# Grand Prix van Generaal San Martín
De Grand Prix van Generaal San Martín was een autorace in de Argentijnse plaats Mar del Plata op het circuit van El Torreón. De race was vernoemd naar José de San Martín, een nationale held in Argentinië. De race maakte in 1948 en 1949 deel uit van de grand-prixseizoenen en was in 1950 ook een niet-kampioenschapsronde in de Formule 1.

## Winnaars van de grand prix
- Hier worden alleen de races aangegeven die plaatsvonden tijdens de grand-prixseizoenen tot 1949 en Formule 1-races vanaf 1950.

| Jaar | Coureur            | Constructeur | Locatie    | Verslag |
| ---- | ------------------ | ------------ | ---------- | ------- |
| 1950 | Alberto Ascari     | Ferrari      | El Torreón | Verslag |
| 1949 | Juan Manuel Fangio | Maserati     | El Torreón | Verslag |
| 1948 | Giuseppe Farina    | Maserati     | El Torreón | Verslag |